# Омран Дакніш
Омран Дакніш (араб. عمران دقنيش‎, англ. Omran Daqneesh) — сирійський хлопчик, який став об'єктом уваги міжнародних засобів масової інформації, коли в Інтернеті було оприлюднено фото його поранень, завданих внаслідок повітряного удару. Хлопчик став символом «страхіть війни в Сирії».

## Історія
Омрана було поранено 17 серпня 2016 року внаслідок удару по жилому кварталу міста Алеппо, Сирія. Можливо, цього удару завдали повітряні сили Російської Федерації. У хлопчика було поранення голови, його забрали у лікарню M10, пізніше відпустили.
Хлопчика врятували разом із батьками та трьома братами, яким виповнилося один, шість та десять років відповідно. Його десятирічний брат, Алі, помер від ран 20 серпня. Багатоквартирний будинок зруйнувався невдовзі після того, як сім'я була врятована. Внаслідок повітряного удару загинуло вісім людей, з них п'ятеро — діти. Матеріали про це опублікував медіацентр Алеппо, сирійська опозиційна група активістів.
Зображення закривавленого п'ятирічного Омрана у швидкій, після того як його витягли із завалів дому, спричинило міжнародний скандал і було широко висвітлено у газетах та соціальних мережах. Це фото порівнювали зі світлинами Айлана Курді, дитини-біженця, який втопився, намагаючись дістатися до Європи.
Частина засобів масової інформації висловила припущення, що фото є постановочним.